# Runovići
Runovići est un village et une municipalité située dans le comitat de Split-Dalmatie, en Croatie. Au recensement de 2001, la municipalité comptait 2 643 habitants, dont 99,21 % de Croates et le village seul comptait 2 071 habitants.

## Localités
La municipalité de Runovići compte 3 localités :
- Podosoje
- Runovići
- Slivno

## Personnalités
- Ivan Buljan; footballeur

Branko Tucak